# Kondicionálás

## Kondicionálás (tanulás)
A szervezetek viselkedése kondicionálásra (felkészülésre, hozzászokásra) vezethető vissza. Az állatok viselkedése (etológia) az alapvető folyamatokat érthetőbbé teszi. Viselkedésük hosszabb ideig adatolható (regisztrálható). A haláltáborok ember-kísérletei örök példák az embertelen kutatásra. A megfigyelést állatoknál (elvben) nem nehezít a kísérletvezető és a megfigyelt, adatolt kapcsolata. A pillanatnyi körülményeket olyan széles kiterjedésben, skálán észlelhetjük, ami emberi közreműködésben (kísérleti személy) nehezen valósítható meg. Például a nélkülözés (depriváció) végletes esetei (mérték és idő) törvénybe ütköznek.

## Kétféle (elme)kondicionálás
Burrhus Frederic Skinner véletlenül meglátta, hogy az állatok visszatérnek az ételt adó helyzetbe. Rájönnek az étel kapás módjára, begyakorolják; kondicionálják önmaguk, így mérhetővé válnak a feltételes reflex kialakulásának összetevői. Edward Lee Thorndike "próba-szerencse tanulás" módszerétől függetlenül, lecsupaszítva egy dobozt alkotott. Nem ismerte Ivan Petrovics Pavlov feltételes reflexű kutya kísérleteit tovább fejlesztő J. Konorski és Miller felismerését (1929): A kutya kondicionálta az áramütést. Már előtte felemelte a lábát, védekezve. A reflexek szembeállíthatóak (S) inger és (R) válasz (reakció) típusú tanulás, kondicionálás. A Skinner doboz új viselkedése – operáns, R típusú. A nyáladzás a kutyánál zsigeri S típusú régi válasz új ingerre.

## Kondicionálás összevonás
Mowrer, O.H. (1960.) szerint a zsigeri (Pavlov, S) kondicionálás alapozna félelemmel vagy reménnyel. Az indíték (motívum R) a következményekkel szabályoz: eszközös (instrumentális) kondicionálás. Neal E. Miller (1964) fogalmazza meg, hogy a zsigeri válasz (például a szívritmus) is a megerősítés ellenőrzésébe vonható. Lassul vagy gyorsul a szívverés. A kétféle kondicionálás, gyakorlatban összevonható.

## Kondicionálás(érvelés)
A tudományos kommunikációban gyakran használnak „ha A, (akkor) B” szerkezetű feltételes állításokat. Például: Ha a vádlottat felmentik, az ügyész fellebbezni fog. A feltételes állítás két elemi állításból épül fel, ahol A állítást a kondicionálás előtagjának, míg a B állítást a kondicionálás utótagjának nevezzük. A kijelentéslogikában hasonlóak az alábbi logikai műveletek, melyek segítségével elemi állításokból összetett állítások képezhetőek: negáció, konjunkció, alternáció, bikondicionálás, melyeket az alábbi logikai szavak fejezik ki: „nem”, „és”, „vagy”, „akkor, és csak akkor, ha”. A hozzájuk kapcsolódó állításoperátorok rendre a következők: ∼,∧,∨,≡, illetve a kondicionálás logikai jele ⊃. Az ilyen műveletek által képzett összetett állítások igazságértéke csak az elemi állítások igazságértékétől függ, ezért ezek a logikai műveletek igazságfüggvények.
A kondicionálás nem állítja az előtag és az utótag igazságát külön-külön, hanem a két állítás igazsága között állapít meg összefüggést. Vagyis, ha teljesül A állítás, akkor az szükségszerűen maga után vonja B állítást, másképp: kondicionálásban az előtag igazsága elégséges feltétele az utótag igazságának.

### Ekvivalens állítások
A kondicionálás kifejezhető konjunkció és negáció felhasználásával:
p⊃q ⇔ ~(p∧~q) ⇔ ~p∨q

### Kondicionálás igazságtáblázata
Ahogy a feltételes állítás igazságtáblázatából is jól látható, a kondicionálás akkor és csak akkor hamis, ha igaz előtag mellett hamis az utótag.
| p | q | p⊃q |
| - | - | --- |
| I | I | I   |
| I | H | H   |
| H | I | I   |
| H | H | I   |

## Kontrapozíció törvénye
Az alábbi összefüggést kontrapozíció törvényének nevezik: q⊃p ⇔ ~p⊃~q. A törvényből látható, hogy a kondicionálás nem kommutatív művelet. Sok esetben ebből adódik, hogy a kondicionálást rosszul értelmezik. Az alábbiakban két fő típushiba kerül bemutatásra:
(1) q⊃p≠p⊃q, vagyis a kondicionálás előtagja és utótagja nem cserélhető fel.
Pl.: Ha fogorvoshoz megyek, akkor fogat mosok. ≠ Ha fogat mosok, akkor fogorvoshoz megyek.
(2) q⊃p≠~q⊃~p, vagyis kondicionálás nem ekvivalens annak előtagjának és utótagjának tagadásával.
Pl.: Ha fogorvoshoz megyek, akkor fogat mosok. ≠ Ha nem megyek fogorvoshoz, akkor nem mosok fogat.